# Wystiter See
Der Wystiter See (russisch Виштынецкое озеро/Wischtynezkoje osero, litauisch Vištyčio ežeras oder einfach Vištytis, deutsch auch Wyschtyter See) auf der Grenze zwischen Russland (Oblast Kaliningrad) und Litauen (Distrikt Marijampolė) liegt in einem dünn besiedelten und waldreichen Gebiet, nahe dem Dreiländereck mit Polen. Seine Fläche beträgt etwa 17 km². Vor dem Zweiten Weltkrieg lag der See auf der Grenze zwischen Deutschland und Litauen.
Der Großteil des Sees gehört zu Russland. Das Hinterland auf der Westseite wird durch die Rominter Heide gebildet. Der Wystiter See steht unter Naturschutz und wird wegen seiner besonderen Flora und Fauna in Russland auch als „europäischer Baikalsee“ bezeichnet.
Der See hat seinen Namen von litauisch višta, das Huhn. Der am See gelegene Ort Vištytis heißt nach dem See.